# Kleiner Semmering
Kleiner Semmering är ett bergspass i Österrike.   Det ligger i distriktet Mödling och förbundslandet Niederösterreich, i den östra delen av landet, 20 km väster om huvudstaden Wien. Kleiner Semmering ligger 463 meter över havet.
Terrängen runt Kleiner Semmering är huvudsakligen kuperad, men åt nordväst är den platt. Runt Kleiner Semmering är det tätbefolkat, med 257 invånare per kvadratkilometer.. Närmaste större samhälle är Wien, 19,5 km öster om Kleiner Semmering. 
I omgivningarna runt Kleiner Semmering växer i huvudsak blandskog.